# Újpalánk vára
Újpalánk (törökül Jeni Palanka) magyarországi török végvár volt Tolna vármegyében. A vár 1596 után épült, feltehetően 1599 körül elpusztult, majd újjáépítették. Buda visszafoglalása után a visszavonuló törökök felgyújtották. Ezt követően néhány évtizedig vámszedő helyként működött, majd elhagyták és a 18. század elején teljesen elpusztult.

## Elhelyezkedése
Újpalánk a Buda-Eszék hadiút Sárvízen áthaladó részét védte. A terep a 16. században erősen mocsaras, vizes volt, amelyből szigetszerűen emelkedett ki az a domb, amelyre a vár épült. Helye ma Szekszárd északi részén található, a Palánki-szigeten. A "szigetet" észak felől a Sárvíz, délről egy széles, lápos holtág fogta közre. A várról két rövid leírás maradt fenn, mindkettő 1663-ból (illetve 1620-ban Révay László is megemlítette). Az egyiket Heinrich Ottendorf írta, aki a bécsi császári békekövetség tagjaként járt Belgrádban és útközben feljegyezte az érintett várak jellegzetességeit. Az utat visszafelé is megtette, de már a szultáni sereg majdhogynem foglyaként. Ugyanezzel a sereggel utazott Evlija Cselebi, tőle származik a másik leírás. Ottendorf így írta le a vár környékét: "a Duna nem messze folyik el mellette, de innen nem látni. Mocsár veszi körül és csak egy nagy felvonóhídon lehet odajutni... A palánkot az utas zöldellő és szilárd úton hagyja maga mögött, azután a mocsár másik (déli) oldalára jut, melyen 80-90 mérőpózna hosszában egy széles és erős töltés vezet keresztül."

## Története
A Palánki-szigeten a török hódoltság előtt két kisebb falu osztozott, Szerdahely és Szentmiklós. Az 1572-es török adóösszeírás szerint előbbi 28, a másik 15 ház után adózott, becsült lakosságuk 140 ill 60 fő (a szandzsáki székhely Szekszárdon ekkor 300 keresztény fizetett adót). A 17. századra a két falu teljesen elnéptelenedett. Szerdahely mellett már a 15. században is működött a híd mellett egy vámszedőhely; ezt a török megszállás után is fenntartották, de csak a bor után szedtek vámot.
A tizenöt éves háború kezdetekor az Eszék és Buda közötti, a Duna jobb partján haladó hadiút minden szakasza török ellenőrzés alatt állt, csak a Sárvíz mocsaras vidéke volt kivétel. Ezért III. Mehmed szultán 1596-os hadjárata során elrendelte egy erőd építését "a Sárvíz folyón lévő húszívű fahíd megőrzése végett". Nem tudni, hogy a tényleges építkezésre mikor került sor. A régészeti feltárás során közvetlenül az alsó réteg fölött kiégett gerendamaradványokat, emberi és állati csontokat találtak; ebből arra következtettek, hogy röviddel a vár felépülte után támadás érte és felgyújtották. Feltehetően a hajdúk támadták meg, talán azon Tolna vármegyei akció során, amikor egy háromezres sereg 1599-ben kifosztotta és elsüllyesztette az utánpótlást és a zsoldot szállító dunai török hajórajt, majd felégetett egy ismeretlen nevű közeli török palánkvárat. A támadást követően Újpalánk újjáépült, de erősebb, vastagabb falakkal.
Evlija Cselebi 1663-ban így írta le a várat: "Kicsi kis palánka, melyben egy dsámi, tíz ház és tíz sahi (közepes) ágyú van, hídja felhúzható. Parancsnoka, száz katonája a szegszárdi katonasággal kapja a fizetését. A vár előtt néhány ház, néhány bolt van..."
Bár a török utazó száz katonát említ, 1628-ban csak 5 topcsi (tüzér) és 10 azab (gyalogos) volt a zsoldjegyzéken. Rajtuk kívül ismeretlen számú, fosztogatásból élő, balkáni származású martalóc alkothatta a helyőrség zömét. Köztük nagy számban lehettek keresztények is, mert a szemétgödrökből előkerült állatcsontok harmada disznótól származik.
1686-ban a Szent Szövetség ostrom alá vette Budát. Szulejmán nagyvezír megindult Eszékről, hogy segítséget nyújtson az ostromlottaknak, de szeptember 2-án Téténynél megtudta, hogy a vár elesett. Ezután sietősen délnek fordult és útközben minden falut és várat kifosztatott és felgyújtatott. Az előrenyomuló keresztény sereg kémei szeptember 12-én jelentették, hogy Újpalánk is erre a sorsra jutott.
Az új kormányzat is Újpalánkot jelölte ki a harmincad kereskedelmi vám szedésének helyszínéül. A vámszedő házát a romok között állították fel, ahol a hivatalnok egyedül lakott. 1691-ben az akkori vámost, Gregorits Ferencet rablók agyonverték. Ekkoriban engedélyezték, hogy a korábban török zsoldban álló keresztény rácok visszatérjenek korábbi lakhelyükre és a császár hadseregében szolgáljanak. 1697-ben Újpalánkon 7 lovas és 41 gyalogos rác katonát írtak össze, mint akik katonáskodással adómentességet szereztek. 1703-ban felszámolták a harmincadszedő helyeket, innentől kezdve Újpalánk lakóiról semmit sem tudunk. Feltehetően a Rákóczi-szabadságharc alatt estek a kurucok Tolna vármegyei megtorló hadjáratának áldozatává, amikor Simontornyától egészen Szekszárdig elűzték/megölték a bécsi udvar szolgálatába állt rácokat. 1720-ban már csak a neve maradt fenn az egykori várnak és mellette lévő kis településnek; Újpalánk puszta Agárd faluhoz tartozott.
A vár régészeti feltárása 1975-ben kezdődött.

## Szerkezete
Újpalánk vára 45x60 méteres területen feküdt. A négyszögletű erődöt palánkfalak vették körbe, három sarkán kör-, a délnyugati sarkon szögletes bástyával megerősítve. Építésekor a falak külső és belső oldalán egymástól 1-1,3 méterre, két árkot húztak, azokba egymástól 40–50 cm-re 15–20 cm vastag faoszlopokat ástak be kb. 1,5 m mélyen, ezek közét pedig ágakkal, botokkal, rőzsével befonták. A két oszlopsor közé a várárokból (illetve az első vár pusztulásakor keletkezett törmelékből) származó földet döngöltek (a nagyobb szilárdság kedvéért mésszel keverve), majd a kész szerkezetet kívül-belül agyaggal bevakolták. Az északi fal, ahol a 2,2 m széles kapu volt, nem két, hanem három oszlopsorral készült, hogy megerősítsék a kapuval meggyengített szerkezetet. A bástyákon a fal vastagsága 2-3 méteresre nőtt, de közepüket nem töltötték ki földdel. A vár körül a falaktól kb. 60 cm-től kezdődően 7–8 m széles és 2,5 m mély vizesárok húzódott, amelyen a kapuhoz vezető felvonóhídon lehetett átkelni.
Az udvarban néhány kisebb, részben a falaknak támaszkodó ház állt, vagy egyszerű gödörházak, vagy kis, paticsfalú házak. Közöttük kemencéket, tűzhelyeket tártak fel. A régészek a feltárás során egy felrobbant 7,5 cm kaliberű bronzágyú darabjait, edényeket, cseréppipákat, fegyvermaradványokat, szerszámokat ástak elő.